# Élections étatiques de 2022 dans l'État de Tamaulipas
Les élections étatiques de 2022 dans l'État de Tamaulipas se tiennent le 5 juin 2022, afin d'élire le gouverneur de l'État de Tamaulipas pour un mandat de 6 ans.

État de Tamaulipas.

## Mode de scrutin
Le gouverneur est élu au scrutin uninominal majoritaire à un tour.

## Résultats
|                        | Ensemble, nous faisons l'histoire - Mouvement de régénération nationale (MORENA) - Parti du travail (PT) - Parti vert écologiste du Mexique (PVEM) | Américo Villarreal Anaya (MORENA) | 730 864   | 51,49 |  |  |
|                        | C'est pour Tamaulipas - Parti révolutionnaire institutionnel (PRI) - Parti action nationale (PAN) - Parti de la révolution démocratique (PRD)      | César Verástegui Ostos (PAN)      | 642 433   | 45,26 |  |  |
|                        | Mouvement citoyen (MC) | Arturo Díez Gutiérrez             | 46 143    | 3,25  |  |  |
|                        | |                                   |           |       |  |  |
| Suffrages exprimés     | Suffrages exprimés | Suffrages exprimés                | 1 419 440 | 97,63 |  |  |
| Votes nuls             | Votes nuls | Votes nuls                        | 34 399    | 2,37  |  |  |
| Total                  | Total | Total                             | 1 453 839 | 100   |  |  |
| Abstention             | Abstention | Abstention                        | 1 285 996 | 46,94 |  |  |
| Inscrits/Participation | Inscrits/Participation | Inscrits/Participation            | 2 739 835 | 53,06 |  |  |